# Grèce au Concours Eurovision de la chanson
La Grèce participe au Concours Eurovision de la chanson, depuis sa dix-neuvième édition, en 1974, et l'a remporté une seule fois, en 2005.

## Participation
Le pays participe donc depuis 1974 et a manqué six éditions du concours, en 1975, 1982, 1984, 1986, 1999 et 2000. 
En 1975, la Grèce se retira par mesure de protestation envers la première participation de la Turquie et surtout, envers l'invasion de l'île de Chypre par l'armée turque.
En 1982, le pays sélectionna pour le représenter la chanson Sarantapente kopelies, interprétée par Themis Adamantidis. Mais la ministre de la culture grecque, Melina Mercouri, trouva la chanson de fort mauvaise qualité. De peur qu’elle ne donne une mauvaise image de son pays à l’étranger, Mercouri décida seule du retrait grec.
La télévision publique grecque se retira ensuite en 1984, n'ayant pu trouver de chanson satisfaisante, et en 1986, parce que le concours tombait le jour du Samedi Saint orthodoxe.
En 1999, le pays fut relégué à la suite des résultats obtenus l'année précédente, mais refusa de revenir en 2000, pour des motifs financiers.
Depuis l'instauration des demi-finales, en 2004, la Grèce a manqué trois finales du Concours, en 2016, 2018 et 2023.

## Résultats
La Grèce a remporté le concours à une reprise, en 2005, avec la chanson My Number One, interprétée par Helena Paparizou. En 2005, lors de l'émission spéciale Congratulations, My Number One fut élue quatrième meilleure chanson à jamais avoir été présentée au concours.
Le pays a en outre remporté à deux reprises, une demi-finale : en 2008 et 2011. La Grèce a terminé à deux reprises, à la deuxième place (en demi-finale, en 2010 et 2013) et à quatre reprises, à la troisième place (en finale, en 2001, 2004 et 2008 ; en demi-finale, en 2004). Le pays n'a jamais terminé à la dernière place, ni obtenu de nul point.

## Pays hôte
La Grèce a organisé le concours à une reprise, en 2006. L’évènement se déroula les jeudi 18 et samedi 20 mai 2006,  à l'Olympic Indoor Hall, à Athènes. Les présentateurs de la soirée furent Maria Menounos et Sakis Rouvas. Pour la première fois depuis 1974, l’ordre de passage des pays durant la procédure de vote fut déterminé par tirage au sort. En outre, cette procédure connut son premier changement majeur depuis 1980. Afin d’en réduire la durée et de la rendre plus dynamique, il fut décidé que les points de 1 à 7 s’afficheraient automatiquement sur le tableau de vote. Les porte-paroles, contactés par satellite, se contenteraient ensuite d’énoncer les trois résultats principaux : les "huit", "dix" et "douze points".

## Faits notables
En 1976, la chanson grecque, interprétée par Maríza Koch, parlait d'une terre brûlée par le napalm, plantée de tentes et de croix. Il s'agissait d'une allusion et d'une protestation à l'invasion de l'île de Chypre par la Turquie, en 1974.
En 1980, la Grèce devint le tout premier pays à être représenté par des artistes ayant terminé premier et deuxième de la sélection nationale. Ánna Víssi avait remporté la finale grecque, mais décida de s’adjoindre le groupe Epikouri qui avait terminé deuxième. 
En 1998, plusieurs altercations opposèrent la production et la délégation grecque durant les répétitions. Les interprètes, le groupe Thalassa, et le compositeur de la chanson, Yiannis Valvis, se montrèrent fort mécontents de la présentation de leur acte. Valvis alla jusqu’à menacer verbalement les équipes de la BBC. Il fut déclaré persona non grata et son accréditation, révoquée. Le soir venu, il dut donc regarder la finale depuis sa chambre d’hôtel. Quant à Thalassa, ils se retirèrent du concours durant l’après-midi du samedi 9 mai, mais revinrent très rapidement et participèrent malgré tout à la finale. 

## Représentants
| Édition | Année | Artiste(s)                          | Chanson                                                                | Langue(s)           | Traduction française                                           | Finale                                                | Finale                                                | Demi-finale                                           | Demi-finale                                           |
| Édition | Année | Artiste(s)                          | Chanson                                                                | Langue(s)           | Traduction française                                           | Place                                                 | Points                                                | Place                                                 | Points                                                |
| ------- | ----- | ----------------------------------- | ---------------------------------------------------------------------- | ------------------- | -------------------------------------------------------------- | ----------------------------------------------------- | ----------------------------------------------------- | ----------------------------------------------------- | ----------------------------------------------------- |
| 19e     | 1974  | Marinella                           | Krasí, thálassa ke t'agóri mou (Κρασί, θάλασσα και τ' αγόρι μου)       | Grec                | Le vin, la mer et mon amoureux                                 | 13                                                    | 20                                                    |                                                       |                                                       |
| 20e     | 1975  | Retrait en 1975.                    | Retrait en 1975.                                                       | Retrait en 1975.    | Retrait en 1975.                                               | Retrait en 1975.                                      | Retrait en 1975.                                      |                                                       |                                                       |
| 21e     | 1976  | Maríza Koch                         | Panagiá mou, panagiá mou (Παναγιά μου, Παναγιά μου)                    | Grec                | Notre Dame, Notre Dame                                         | 13                                                    | 20                                                    |                                                       |                                                       |
| 22e     | 1977  | Paschalis, Marianna, Robert & Béssy | Máthema solfege (Μάθημα σολφέζ)                                        | Grec                | La leçon de musique                                            | 05                                                    | 92                                                    |                                                       |                                                       |
| 23e     | 1978  | Tania Tsanaklidou                   | Charlie Chaplin                                                        | Grec                | Charlie Chaplin                                                | 08                                                    | 66                                                    |                                                       |                                                       |
| 24e     | 1979  | Elpída                              | Sokráti (Σωκράτη)                                                      | Grec                | Socrate                                                        | 08                                                    | 69                                                    |                                                       |                                                       |
| 25e     | 1980  | Ánna Víssi & Epikouri               | Autostop                                                               | Grec                | -                                                              | 13                                                    | 30                                                    |                                                       |                                                       |
| 26e     | 1981  | Yiannis Dimitras                    | Feggári kalokerinó (Φεγγάρι καλοκαιρινό)                               | Grec                | Lune d'été                                                     | 08                                                    | 55                                                    |                                                       |                                                       |
| 27e     | 1982  | Retrait en 1982.                    | Retrait en 1982.                                                       | Retrait en 1982.    | Retrait en 1982.                                               | Retrait en 1982.                                      | Retrait en 1982.                                      |                                                       |                                                       |
| 28e     | 1983  | Krísti Stassinopoúlou               | Mou les (Μου λες)                                                      | Grec                | Tu me dis                                                      | 14                                                    | 32                                                    |                                                       |                                                       |
| 29e     | 1984  | Retrait en 1984.                    | Retrait en 1984.                                                       | Retrait en 1984.    | Retrait en 1984.                                               | Retrait en 1984.                                      | Retrait en 1984.                                      |                                                       |                                                       |
| 30e     | 1985  | Takis Biniaris                      | Miázoume (Μοιάζουμε)                                                   | Grec                | Nous nous ressemblons                                          | 16                                                    | 15                                                    |                                                       |                                                       |
| 31e     | 1986  | Retrait en 1986.                    | Retrait en 1986.                                                       | Retrait en 1986.    | Retrait en 1986.                                               | Retrait en 1986.                                      | Retrait en 1986.                                      |                                                       |                                                       |
| 32e     | 1987  | Bang                                | Stop                                                                   | Grec                | -                                                              | 10                                                    | 64                                                    |                                                       |                                                       |
| 33e     | 1988  | Afrodíti Frydá                      | Clown                                                                  | Grec                | -                                                              | 17                                                    | 10                                                    |                                                       |                                                       |
| 34e     | 1989  | Mariánna Efstratíou                 | To dikó sou astéri (Το δικό σου αστέρι)                                | Grec                | Ta propre étoile                                               | 09                                                    | 56                                                    |                                                       |                                                       |
| 35e     | 1990  | Christos Callow                     | Horis skopó (Χωρίς σκοπό)                                              | Grec                | Sans but                                                       | 19                                                    | 11                                                    |                                                       |                                                       |
| 36e     | 1991  | Sofia Vossou                        | I Anixi (Η άνοιξη)                                                     | Grec                | Le printemps                                                   | 13                                                    | 36                                                    |                                                       |                                                       |
| 37e     | 1992  | Kleopatra                           | Olou tou kósmou i elpída (Όλου του κόσμου η Ελπίδα)                    | Grec                | Tout l'espoir du monde                                         | 05                                                    | 94                                                    |                                                       |                                                       |
| 38e     | 1993  | Kéti Garbí                          | Elláda, chóra tou fotós (Ελλάδα, χώρα του φωτός)                       | Grec                | Grèce, pays de lumière                                         | 09                                                    | 64                                                    |                                                       |                                                       |
| 39e     | 1994  | Kostas Bigalis & The Sea Lovers     | To trehandíri (Το τρεχαντήρι)                                          | Grec                | Le trehandiri                                                  | 14                                                    | 44                                                    |                                                       |                                                       |
| 40e     | 1995  | Elina Konstantopoulou               | Pia prosefhí (Ποια προσευχή)                                           | Grec                | Quelle prière                                                  | 12                                                    | 68                                                    |                                                       |                                                       |
| 41e     | 1996  | Mariánna Efstratíou                 | Emís foráme to himóna anixiátika (Εμείς φοράμε το χειμώνα ανοιξιάτικα) | Grec                | Nous portons des vêtements printaniers par des temps hivernaux | 14                                                    | 36                                                    |                                                       |                                                       |
| 42e     | 1997  | Marianna Zorba                      | Hórepse (Χόρεψε)                                                       | Grec                | Danse                                                          | 12                                                    | 39                                                    |                                                       |                                                       |
| 43e     | 1998  | Thalassa                            | Mia krifí evesthisía (Μια κρυφή ευαισθησία)                            | Grec                | Une sensibilité secrète                                        | 20                                                    | 12                                                    |                                                       |                                                       |
| 44e     | 1999  | Relégation en 1999.                 | Relégation en 1999.                                                    | Relégation en 1999. | Relégation en 1999.                                            | Relégation en 1999.                                   | Relégation en 1999.                                   |                                                       |                                                       |
| 45e     | 2000  | Retrait en 2000.                    | Retrait en 2000.                                                       | Retrait en 2000.    | Retrait en 2000.                                               | Retrait en 2000.                                      | Retrait en 2000.                                      |                                                       |                                                       |
| 46e     | 2001  | Antique                             | Die for You                                                            | Anglais, grec       | Mourir pour toi                                                | 03                                                    | 147                                                   |                                                       |                                                       |
| 47e     | 2002  | Michalis Rakintzis                  | S.A.G.A.P.O.                                                           | Anglais             | Je t'aime                                                      | 17                                                    | 27                                                    |                                                       |                                                       |
| 48e     | 2003  | Mando                               | Never Let You Go                                                       | Anglais             | Ne jamais te laisser partir                                    | 17                                                    | 25                                                    |                                                       |                                                       |
| 49e     | 2004  | Sákis Rouvás                        | Shake It                                                               | Anglais             | Secoue-le                                                      | 03                                                    | 252                                                   | 03                                                    | 238                                                   |
| 50e     | 2005  | Élena Paparízou                     | My Number One                                                          | Anglais             | Mon numéro un                                                  | 01                                                    | 230                                                   |                                                       |                                                       |
| 51e     | 2006  | Ánna Víssi                          | Everything                                                             | Anglais             | Tout                                                           | 09                                                    | 128                                                   |                                                       |                                                       |
| 52e     | 2007  | Sarbel                              | Yassou Maria                                                           | Anglais             | Salut, Maria                                                   | 07                                                    | 139                                                   |                                                       |                                                       |
| 53e     | 2008  | Kalomira Sarantis                   | Secret Combination                                                     | Anglais             | Combinaison secrète                                            | 03                                                    | 218                                                   | 01                                                    | 156                                                   |
| 54e     | 2009  | Sákis Rouvás                        | This Is Our Night                                                      | Anglais             | C'est notre nuit                                               | 07                                                    | 120                                                   | 04                                                    | 110                                                   |
| 55e     | 2010  | Yórgos Alkéos & Friends             | ÓPA (Ώπα)                                                              | Grec                | Hop là !                                                       | 08                                                    | 140                                                   | 02                                                    | 133                                                   |
| 56e     | 2011  | Loúkas Yórkas feat. Stereo Mike     | Watch My Dance                                                         | Grec, anglais       | Regarde ma danse                                               | 07                                                    | 120                                                   | 01                                                    | 133                                                   |
| 57e     | 2012  | Eleftheria Eleftheriou              | Aphrodisiac                                                            | Anglais             | Aphrodisiaque                                                  | 17                                                    | 64                                                    | 04                                                    | 116                                                   |
| 58e     | 2013  | Koza Mostra & Agáthonas Iakovídis   | Alcohol Is Free                                                        | Grec, anglais       | L'alcool est gratuit                                           | 06                                                    | 152                                                   | 02                                                    | 121                                                   |
| 59e     | 2014  | Freaky Fortune feat. Riskykidd      | Rise Up                                                                | Anglais             | Lève-toi                                                       | 20                                                    | 35                                                    | 07                                                    | 74                                                    |
| 60e     | 2015  | María Élena Kyriákou                | One Last Breath                                                        | Anglais             | Un dernier souffle                                             | 19                                                    | 23                                                    | 06                                                    | 81                                                    |
| 61e     | 2016  | Argo                                | Utopian Land                                                           | Grec, anglais       | Terre utopique                                                 |                                                       |                                                       | 16                                                    | 44                                                    |
| 62e     | 2017  | Demy                                | This Is Love                                                           | Anglais             | C'est l'amour                                                  | 19                                                    | 77                                                    | 10                                                    | 115                                                   |
| 63e     | 2018  | Yiánna Terzí                        | Óniró mou (Όνειρό μου)                                                 | Grec                | Mon rêve                                                       |                                                       |                                                       | 14                                                    | 81                                                    |
| 64e     | 2019  | Katerine Duska                      | Better Love                                                            | Anglais             | Un meilleur amour                                              | 21                                                    | 74                                                    | 05                                                    | 185                                                   |
| 65e     | 2020  | Stefania                            | SUPERG!RL                                                              | Anglais             | Super fille                                                    | Concours annulé en raison de la pandémie de COVID-19. | Concours annulé en raison de la pandémie de COVID-19. | Concours annulé en raison de la pandémie de COVID-19. | Concours annulé en raison de la pandémie de COVID-19. |
| 65e     | 2021  | Stefania                            | Last Dance                                                             | Anglais             | Dernière danse                                                 | 10                                                    | 170                                                   | 06                                                    | 184                                                   |
| 66e     | 2022  | Amanda Georgiadi Tenfjord           | Die Together                                                           | Anglais             | Mourir ensemble                                                | 08                                                    | 215                                                   | 03                                                    | 211                                                   |
| 67e     | 2023  | Victor Vernicos                     | What They Say                                                          | Anglais             | Ce qu'ils disent                                               |                                                       |                                                       | 13                                                    | 14                                                    |
| 68e     | 2024  | Marína Sátti                        | ZARI (Ζάρι)                                                            | Grec                | Dé                                                             | 11                                                    | 126                                                   | 05                                                    | 86                                                    |
| 69e     | 2025  | Klavdía                             | Asteromáta (Αστερομάτα)                                                | Grec                | Aux yeux étoilés                                               | 06                                                    | 231                                                   | 04                                                    | 112                                                   |
| 70e     | 2026  |                                     |                                                                        |                     |                                                                |                                                       |                                                       |                                                       |                                                       |

- Première place
- Deuxième place
- Troisième place
- Dernière place
- Grèce organisatrice

 Qualification automatique en finale
 Élimination en demi-finale

## Galerie

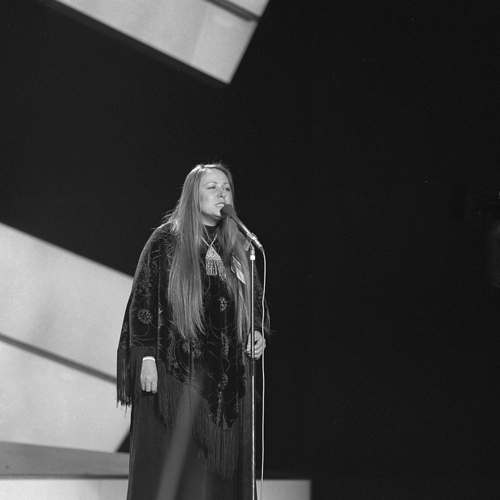
Maríza Koch à la Haye (1976)
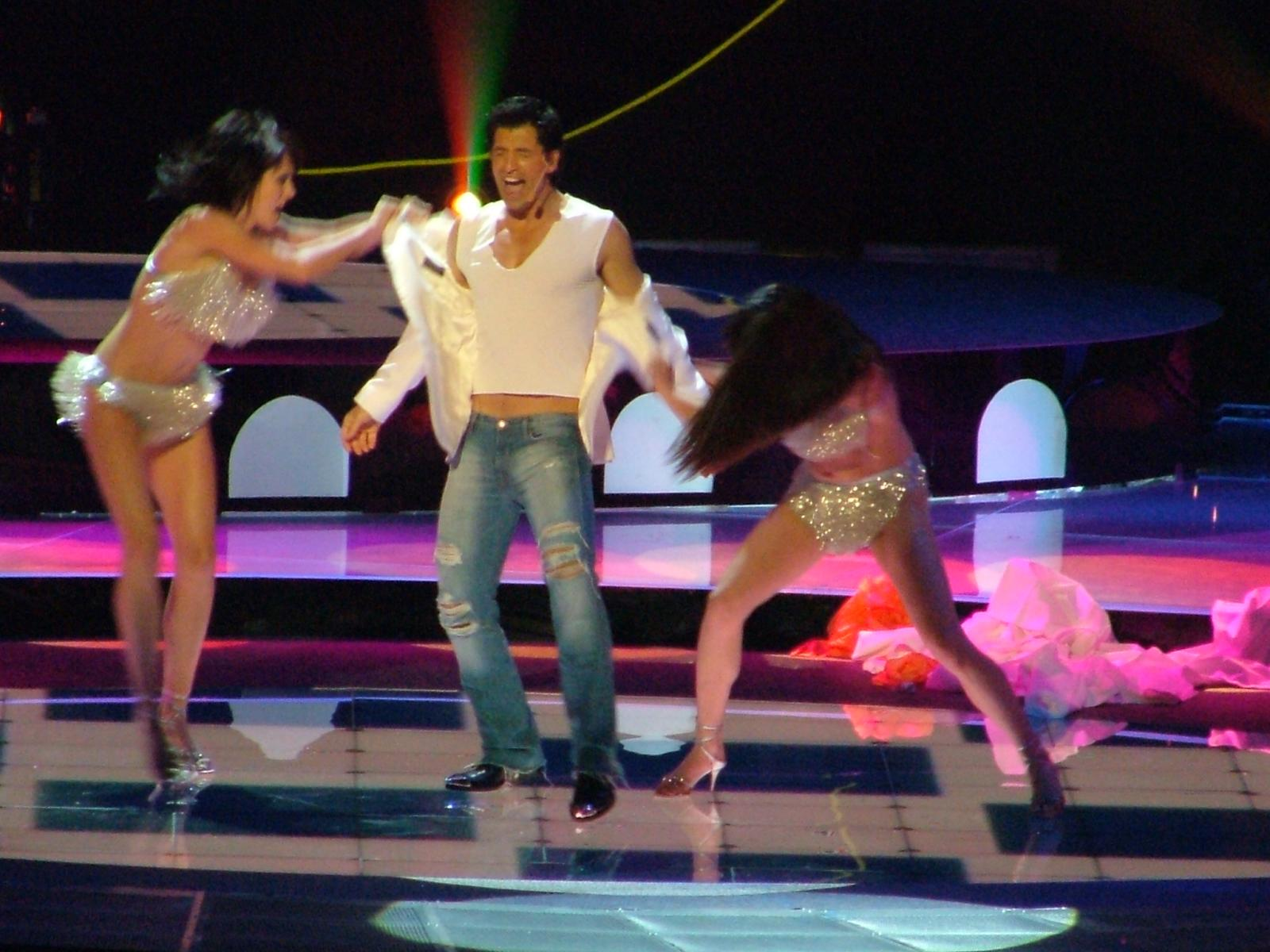
Sakis Rouvas à Istanbul (2004)
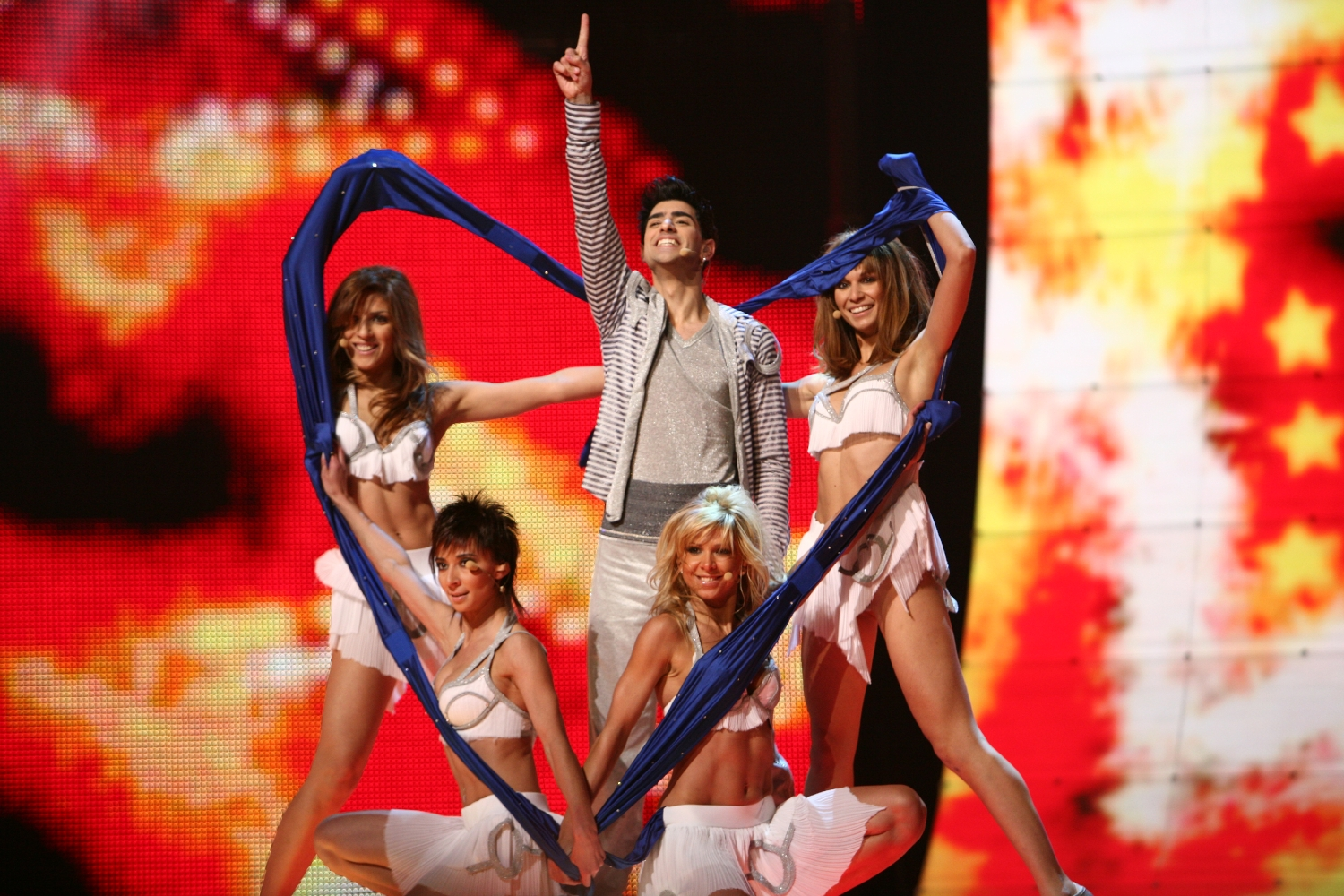
Sarbel à Helsinki (2007)
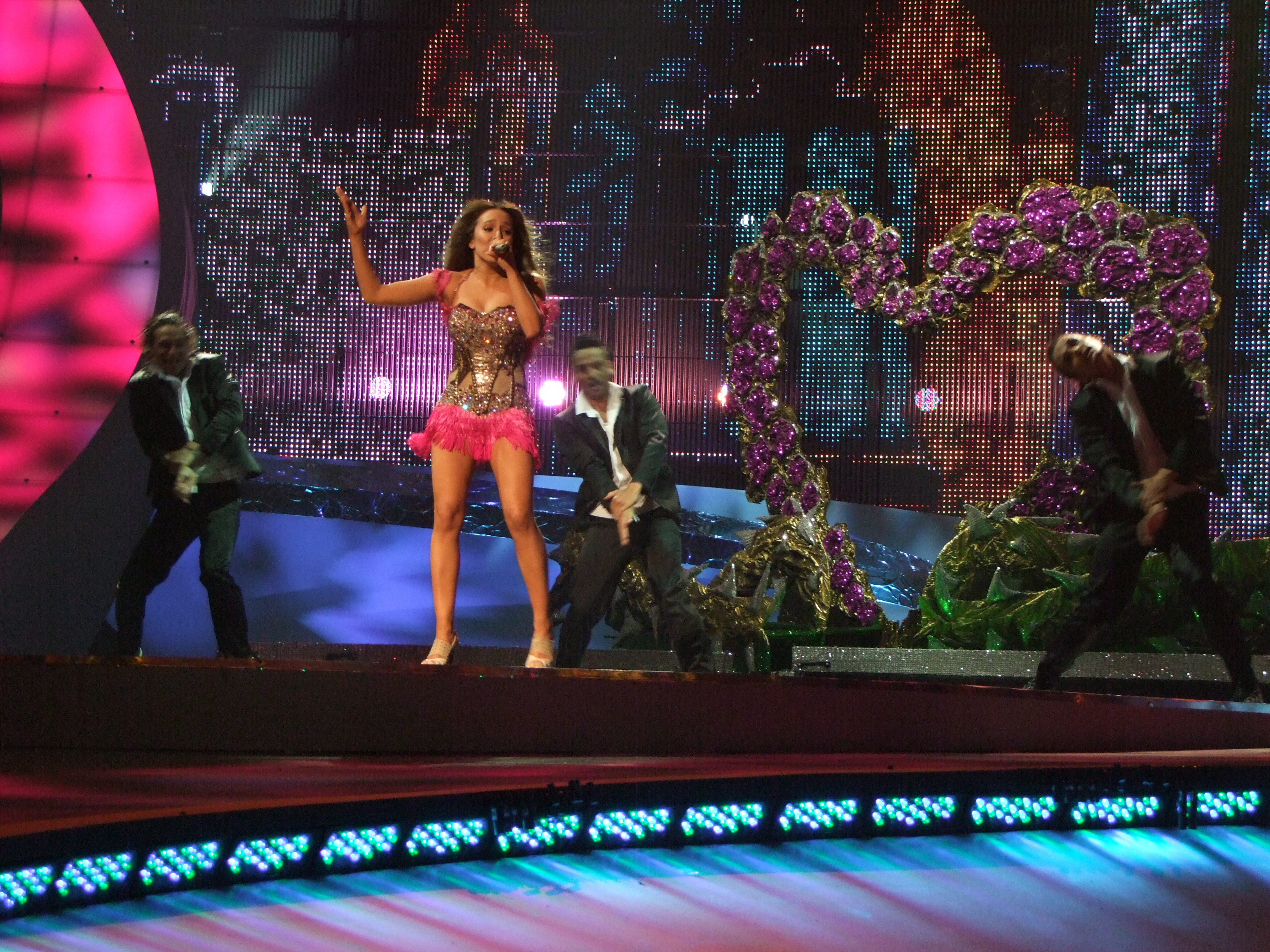
Kalomira à Belgrade (2008)
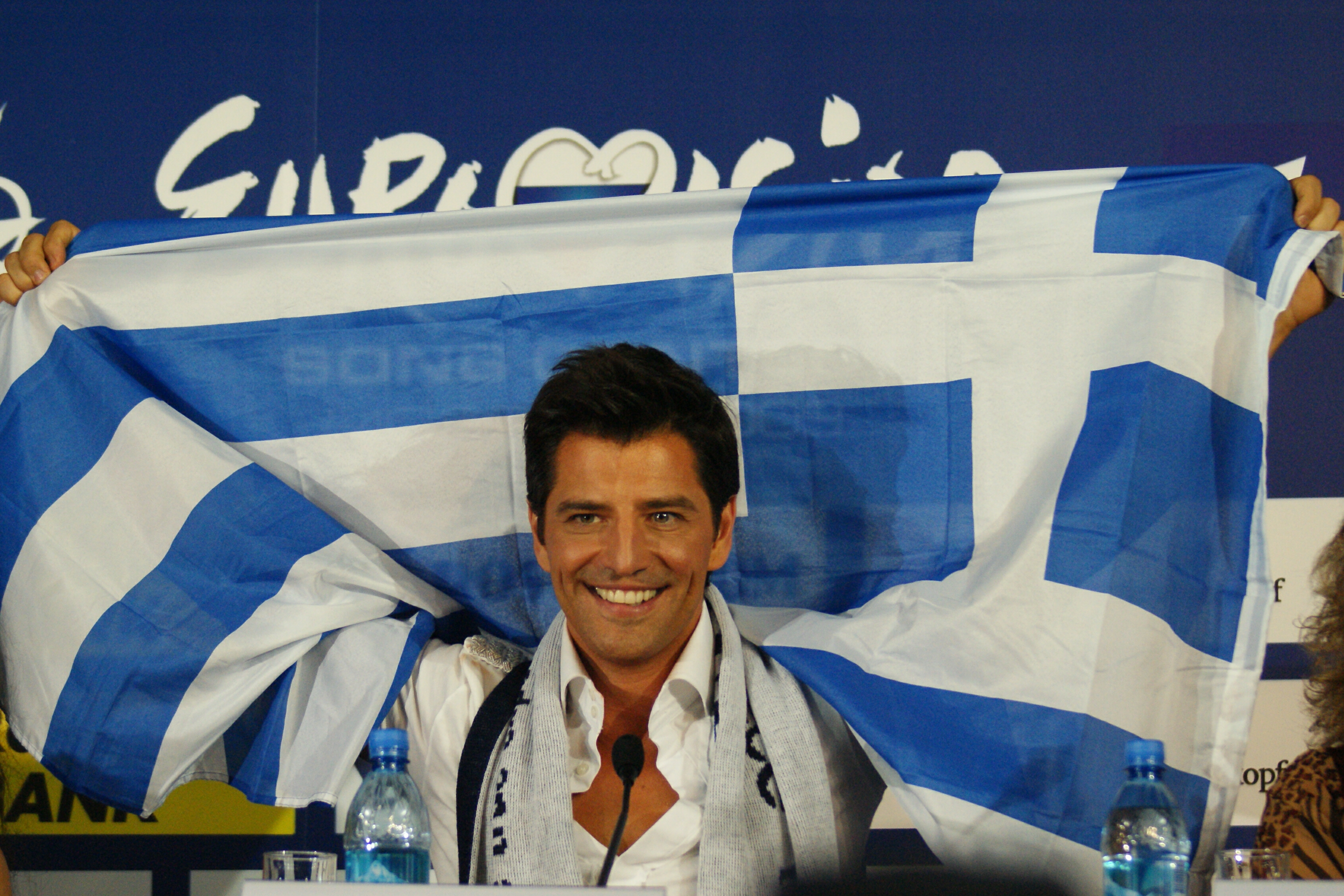
Sakis Rouvas à Moscou (2009)
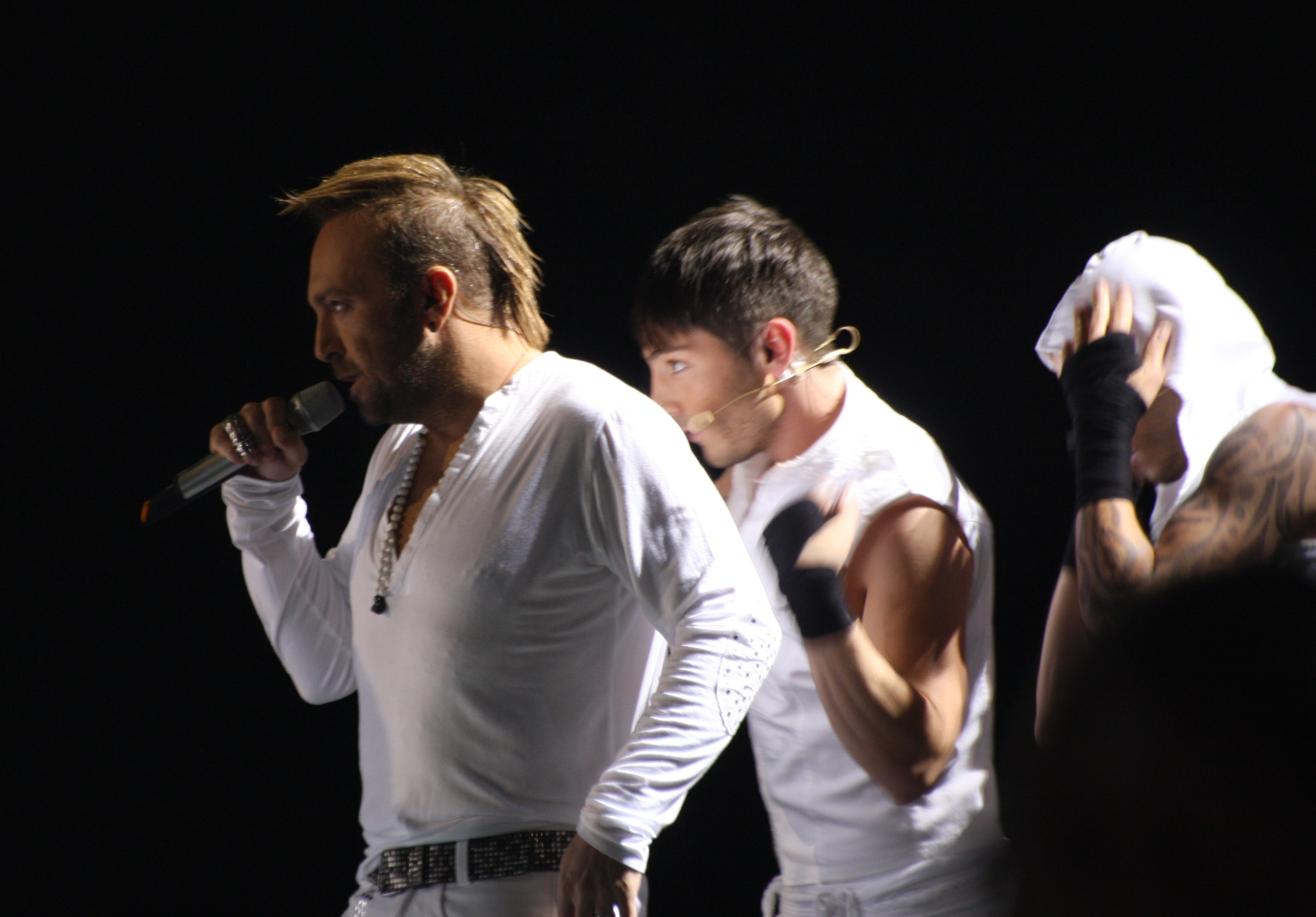
Giorgos Alkaios et Friends à Oslo (2010)
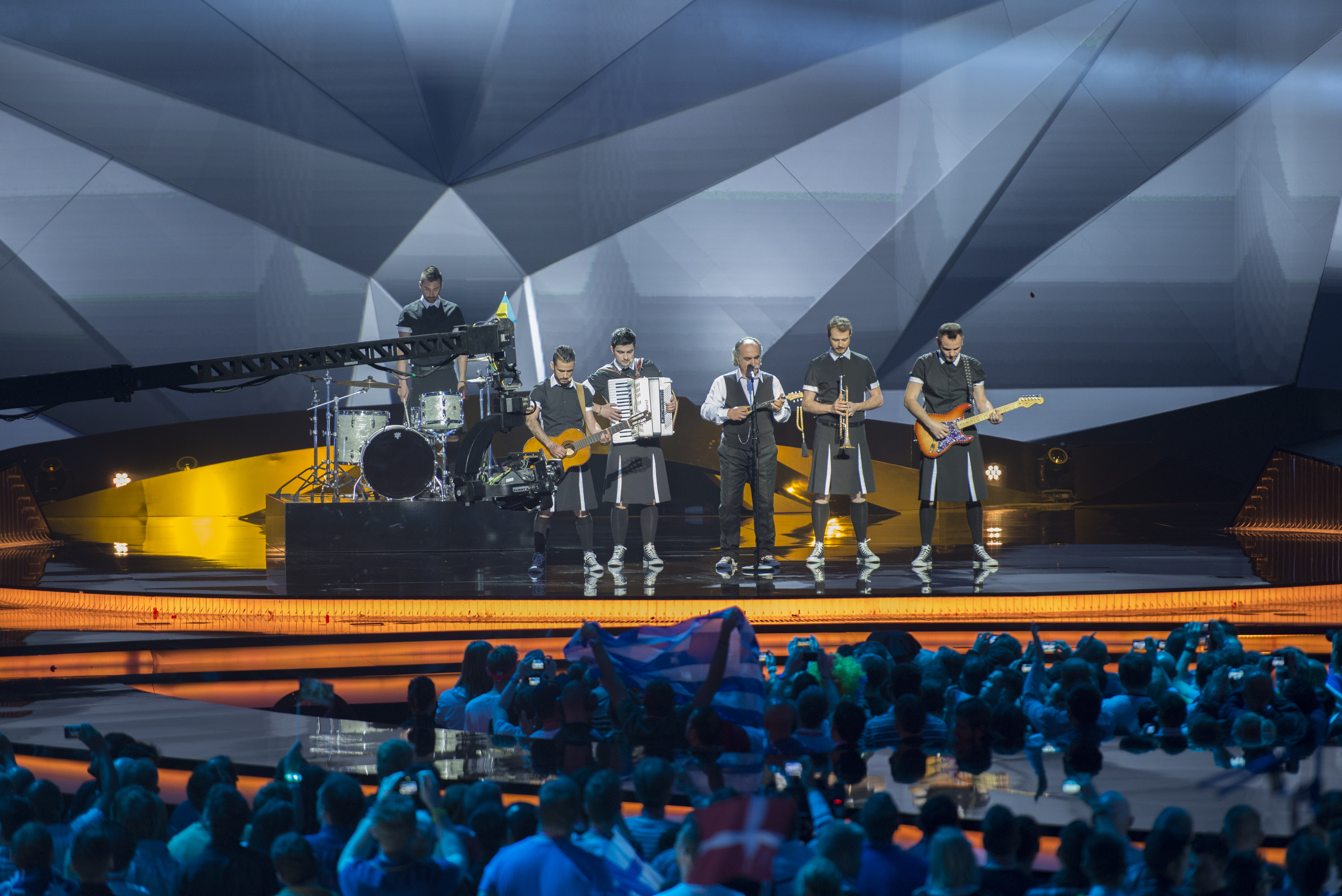
Koza Mostra et Agathonas Iakovidis à Malmö (2013)
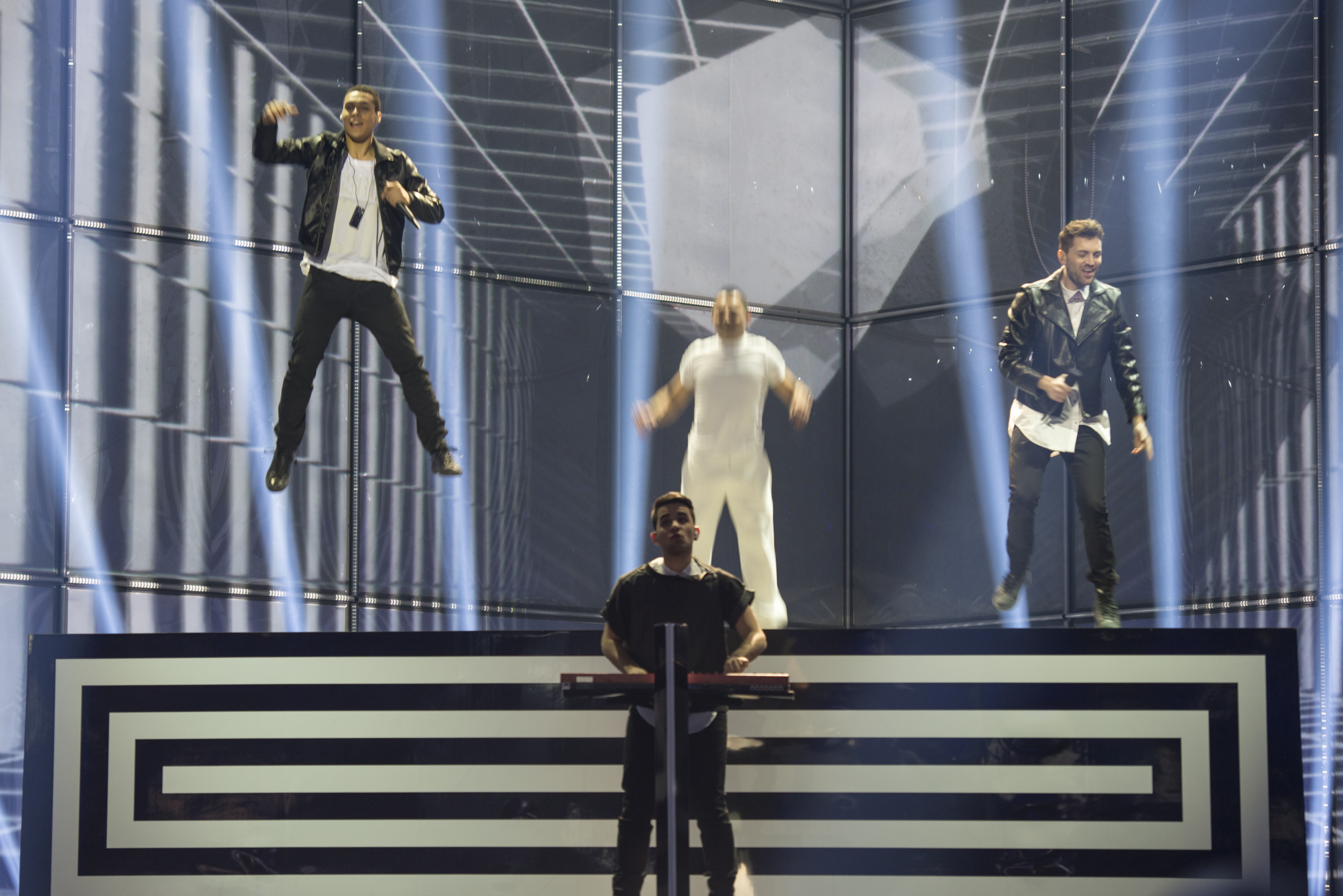
Freaky Fortune et Riskykidd à Copenhague (2014)
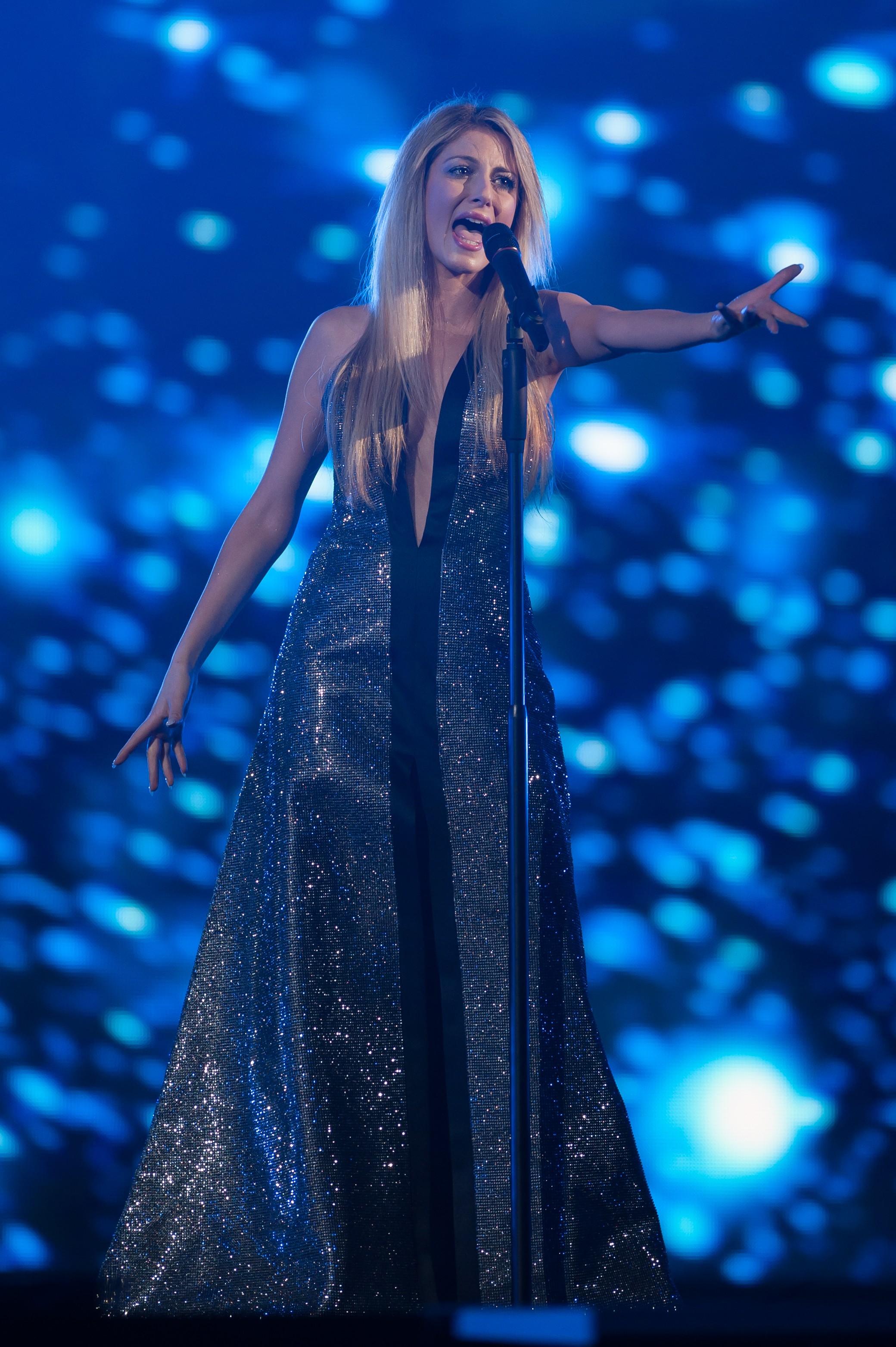
María Élena Kyriákou à Vienne (2015)
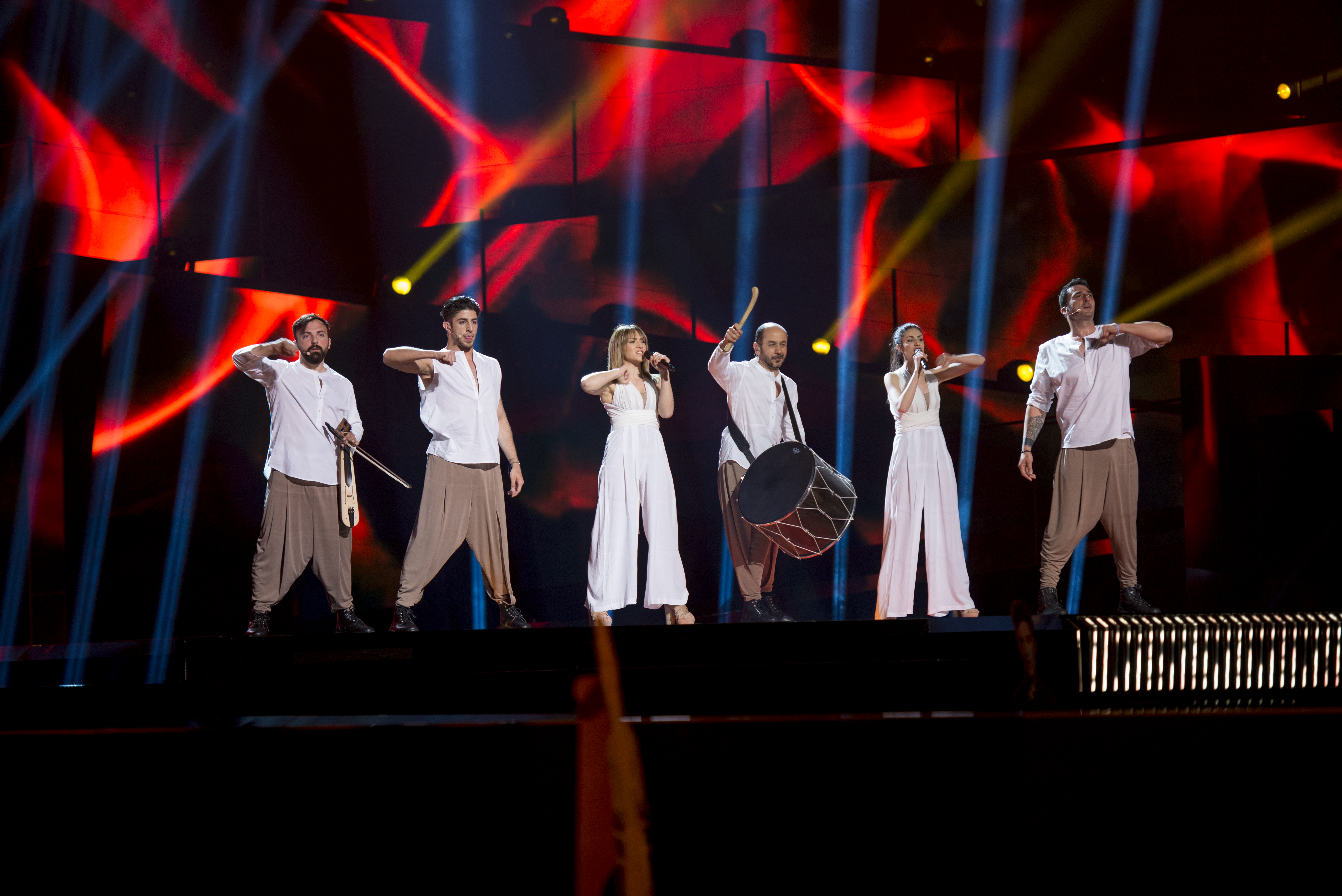
Argo à Stockholm (2016)
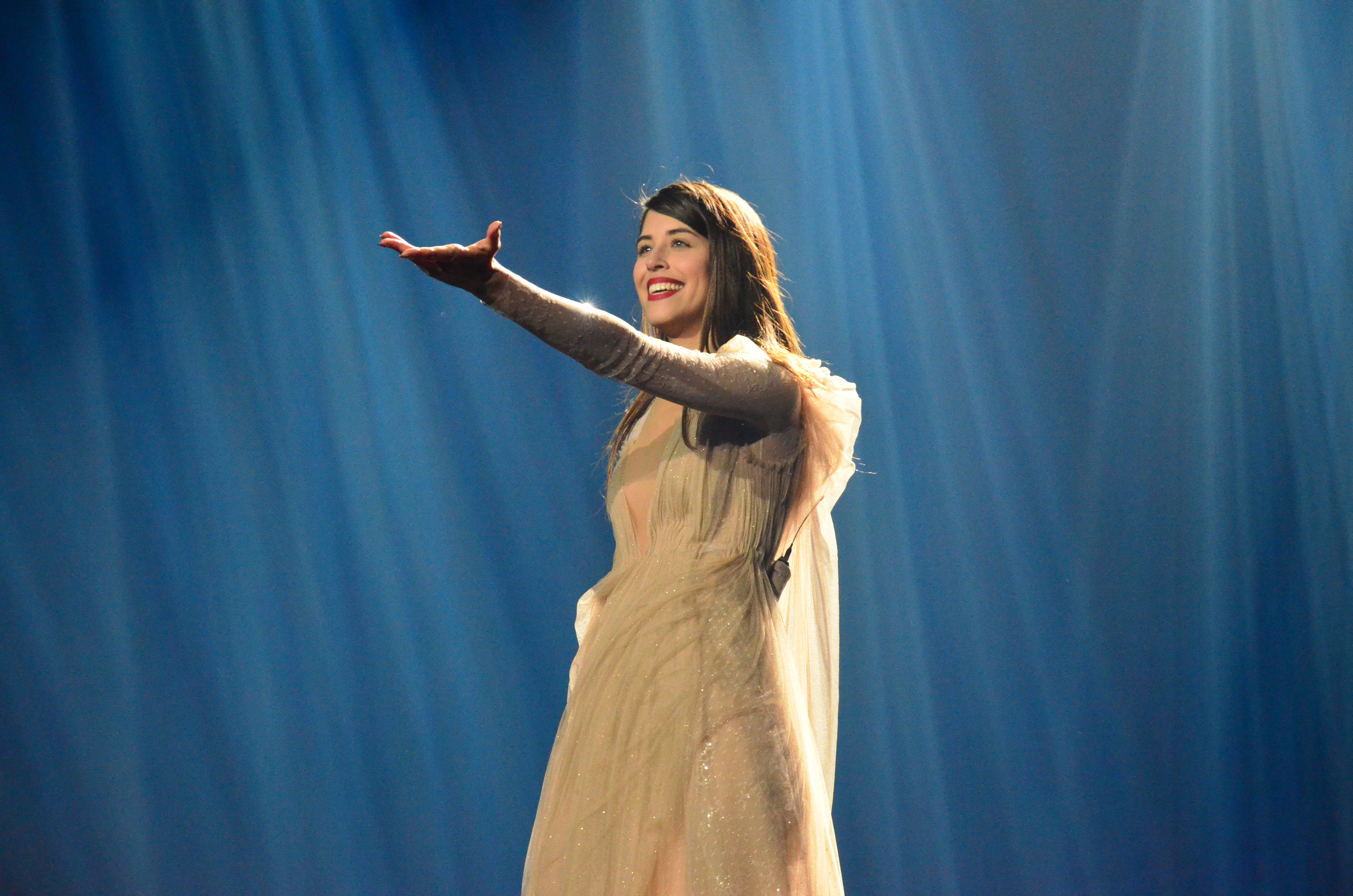
Demy à Kiev (2017)
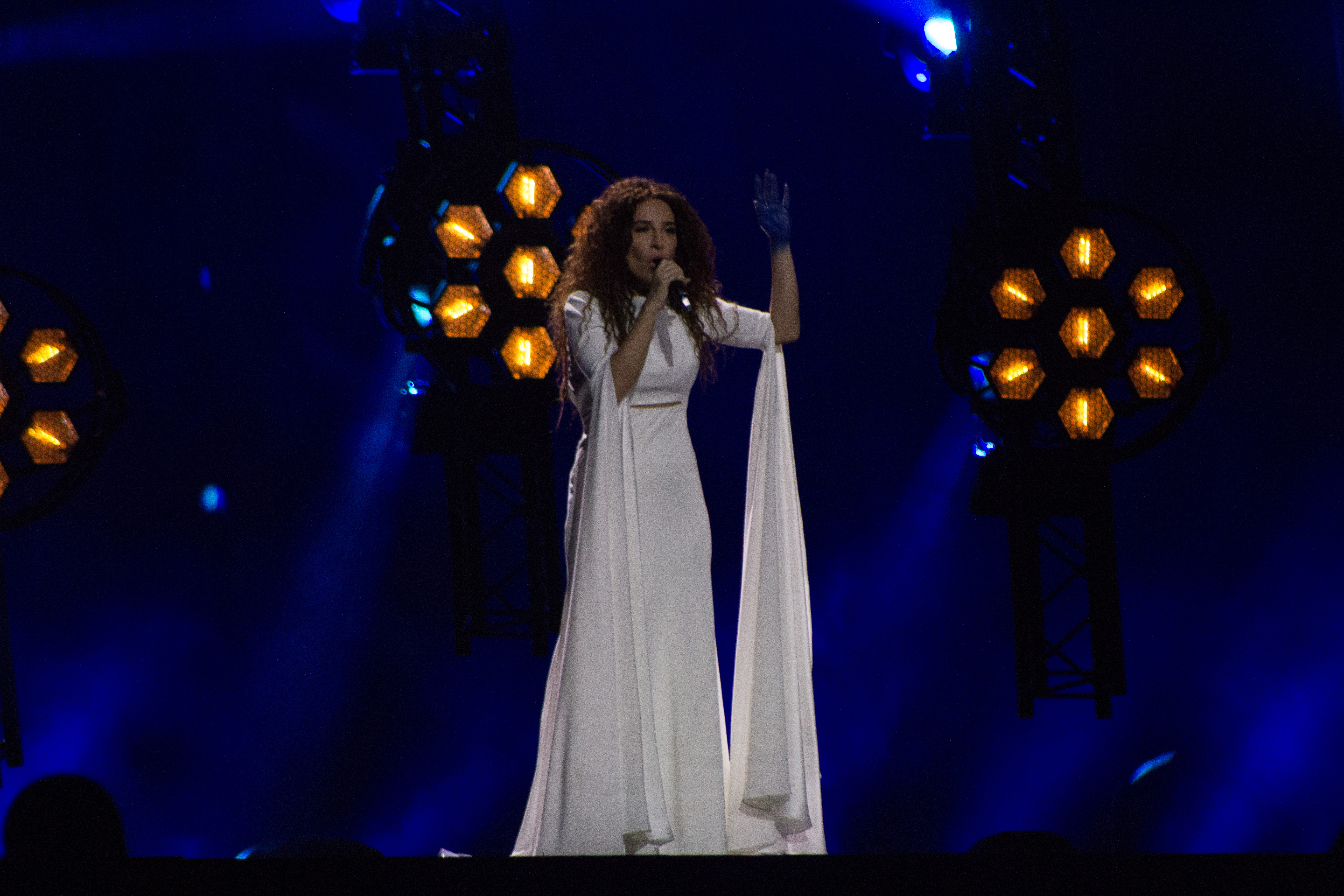
Yiánna Terzí à Lisbonne (2018)
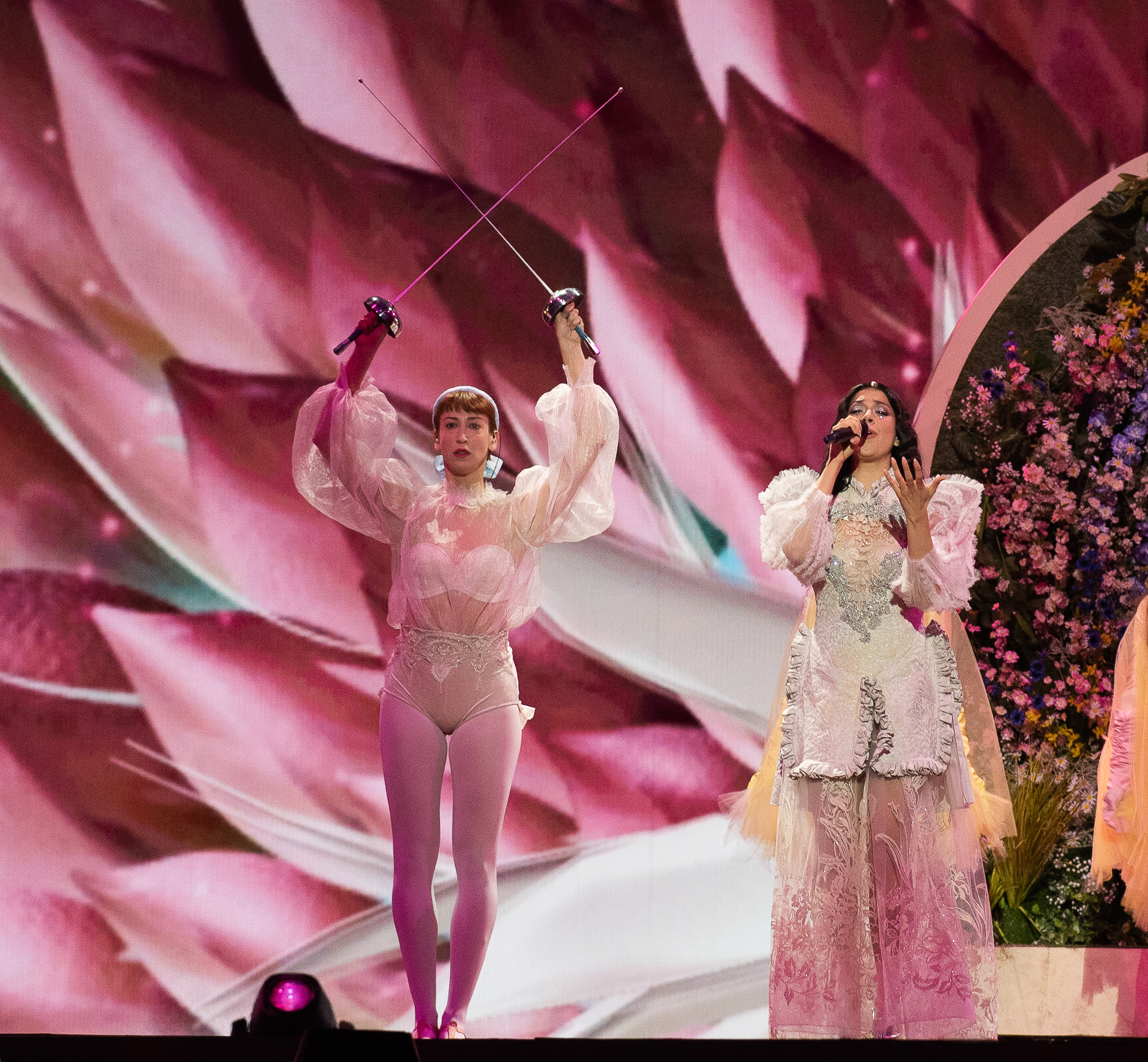
Katerine Duska à Tel Aviv (2019)
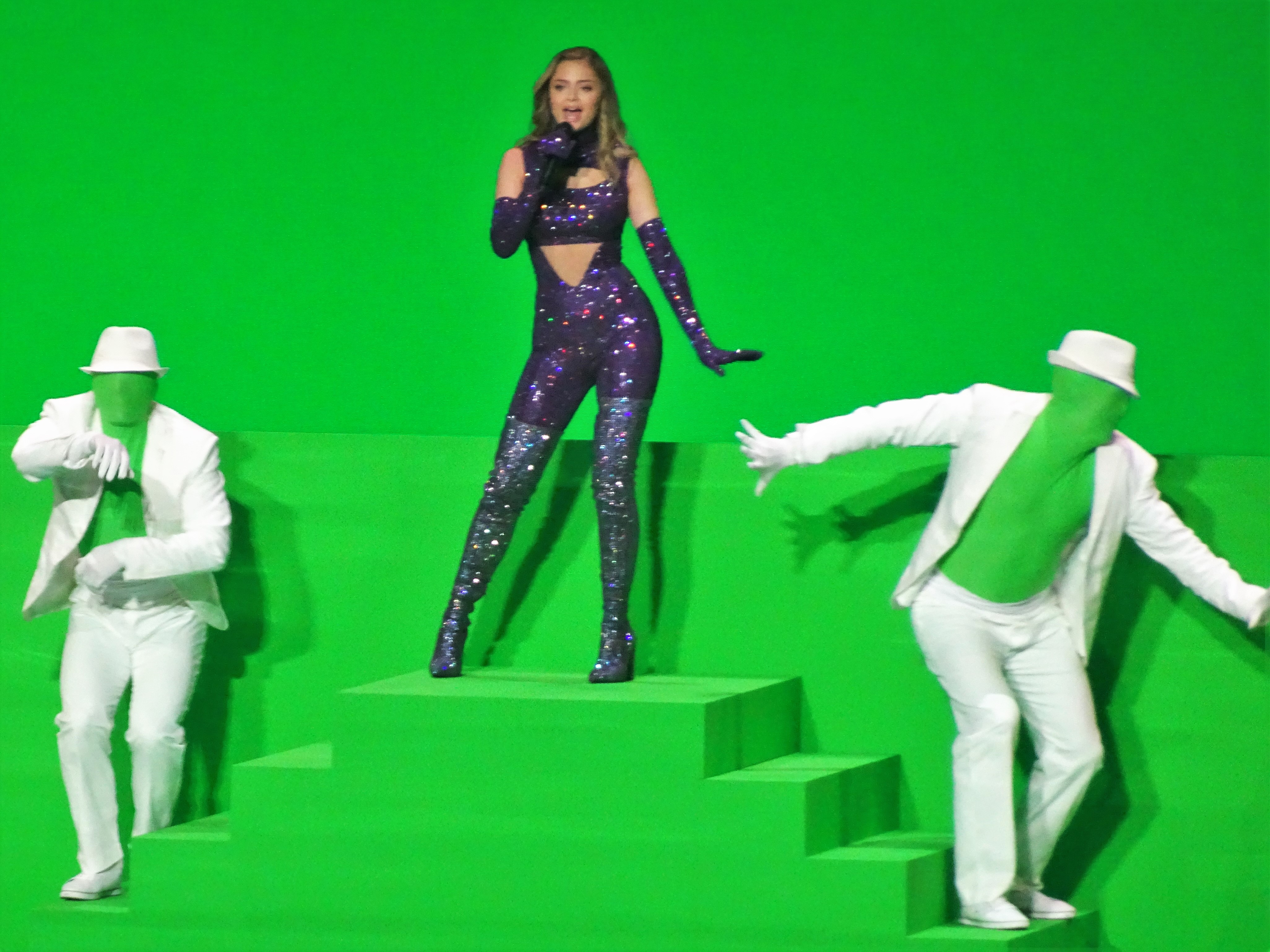
Stefania à Rotterdam (2021)
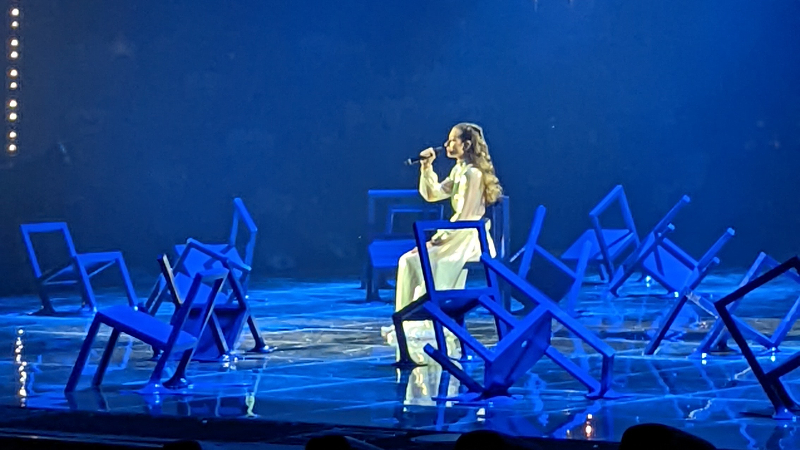
Amanda Tenfjord à Turin (2022)
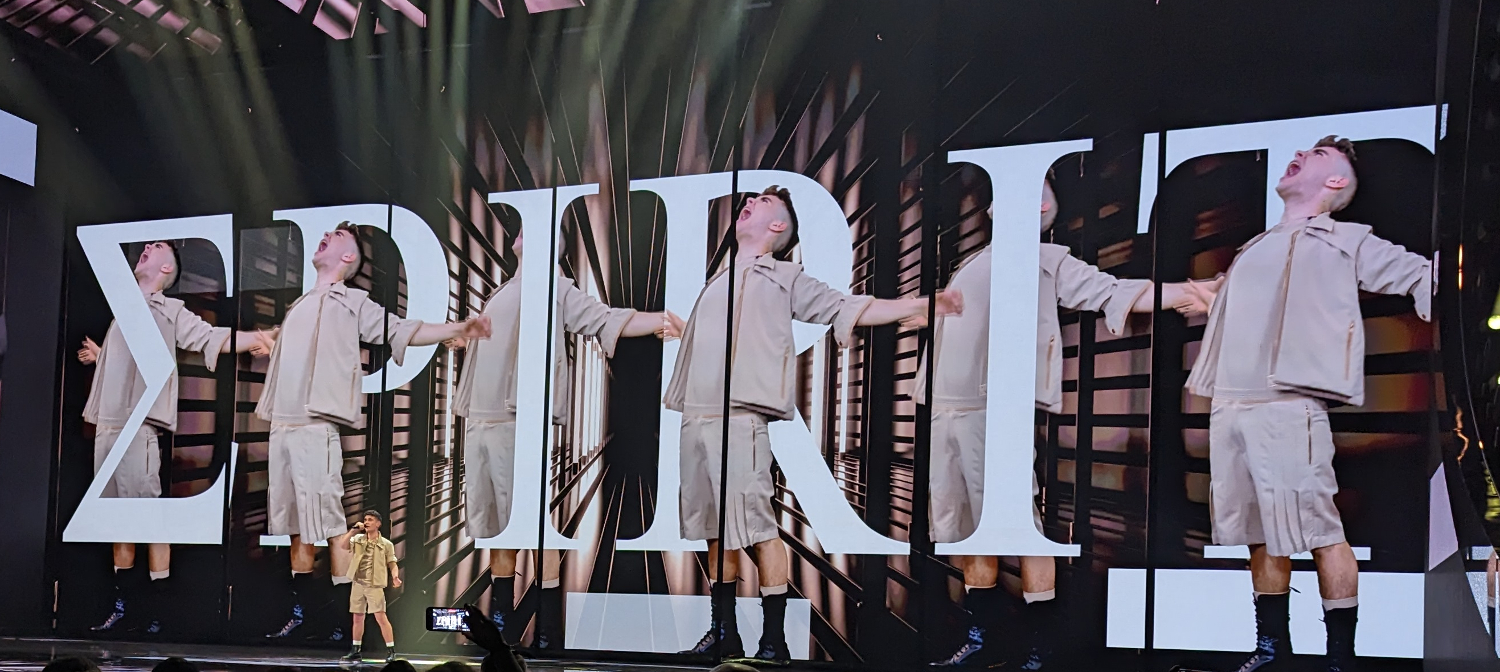
Victor Vernicos à Liverpool (2023)
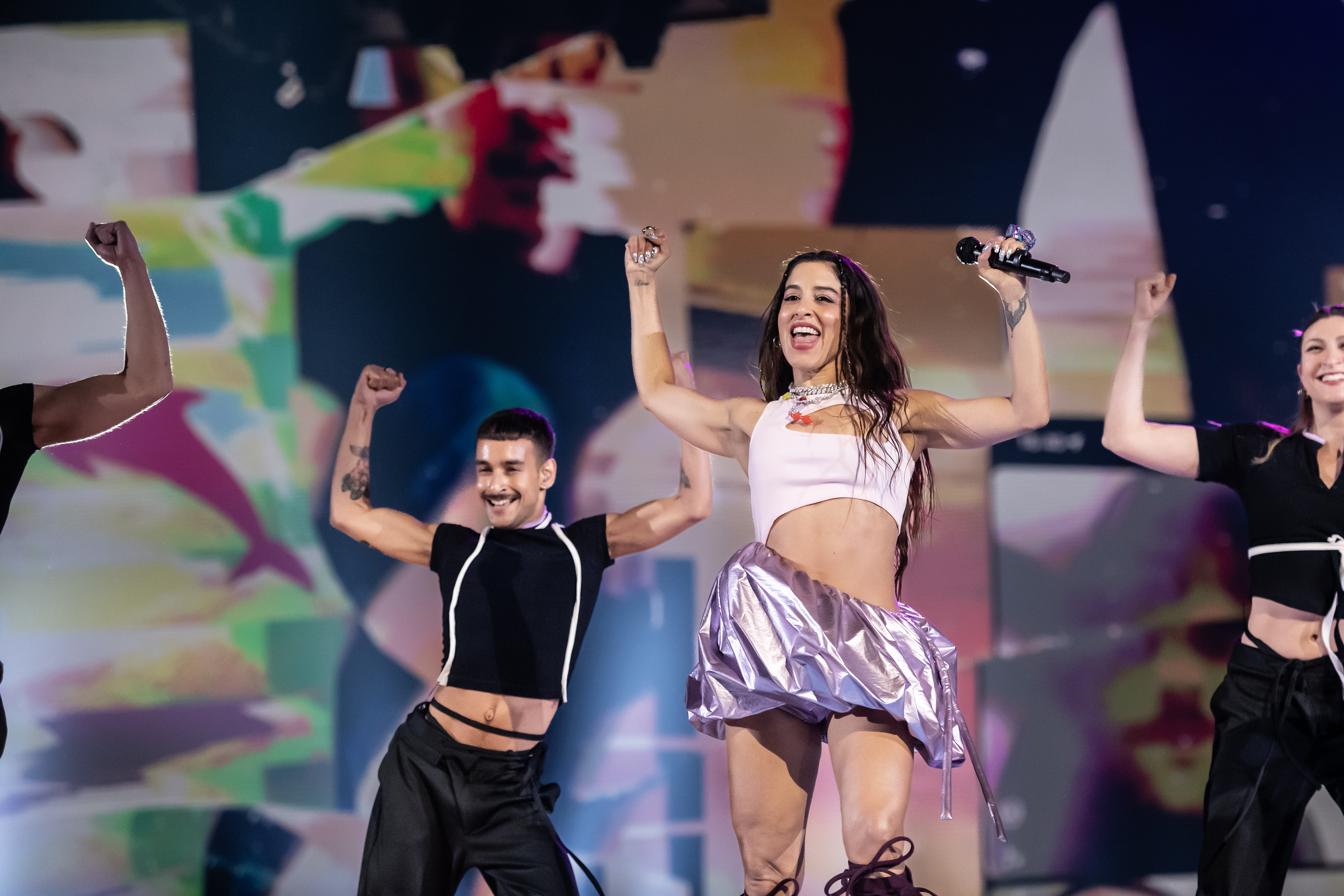
Marina Satti à Malmö (2024)
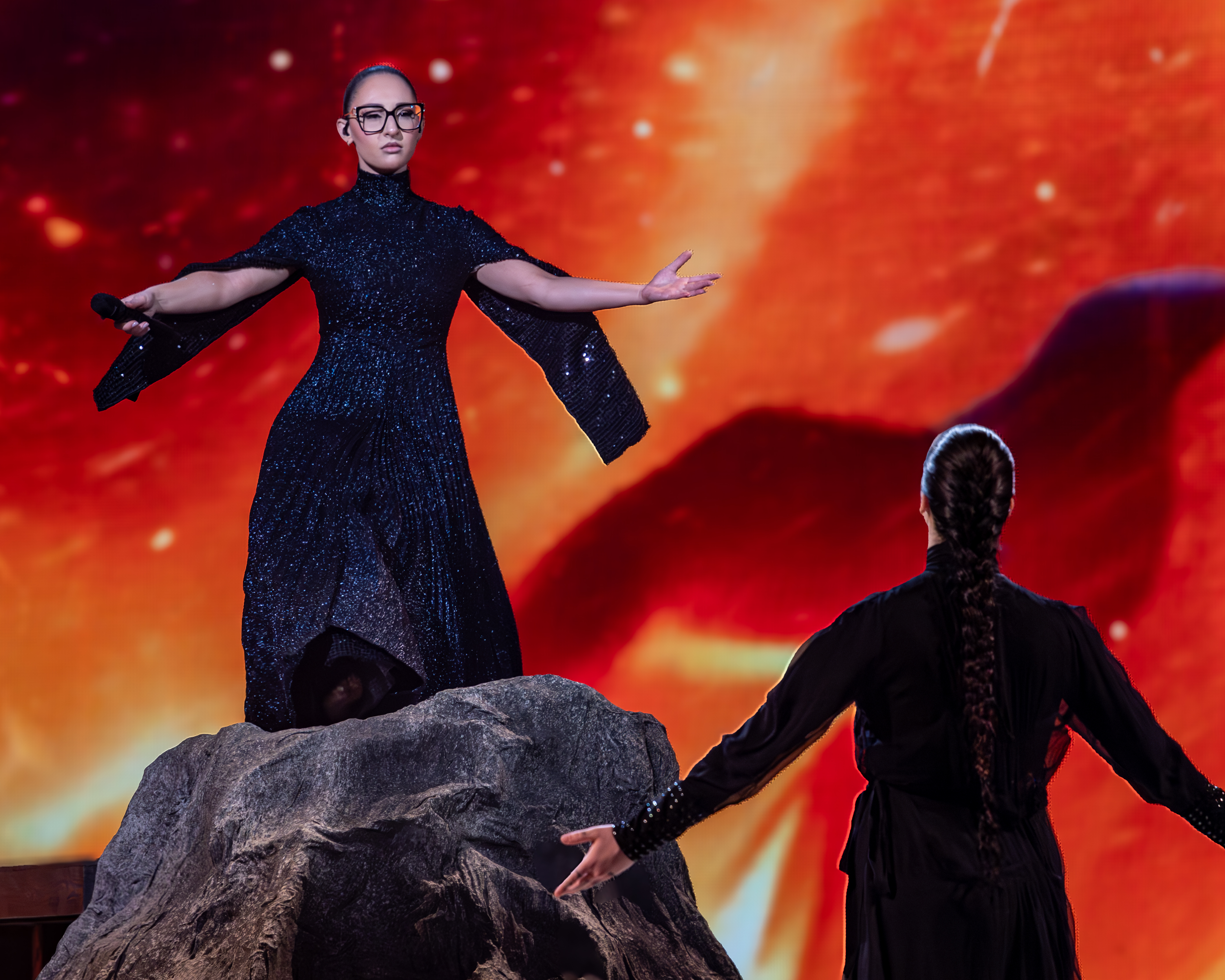
Klavdia à Bâle (2025)

## Chefs d'orchestre, commentateurs et porte-paroles
| Année | Chef d'orchestre      | Commentateur(s)                        | Porte-parole              |
| ----- | --------------------- | -------------------------------------- | ------------------------- |
| 1974  | George Catsaros       | Mako Georgiadou                        | Irini Gavala              |
| 1975  | retrait               | Mako Georgiadou                        | retrait                   |
| 1976  | Michael Rozakis       | Mako Georgiadou                        | ?                         |
| 1977  | George Hatzinassios   | Mako Georgiadou                        | Naki Agathou              |
| 1978  | Charis Andreadis      | Mako Georgiadou                        | ?                         |
| 1979  | Lefteris Chalkiadakis | Mako Georgiadou                        | ?                         |
| 1980  | Jack Nakassian        | Mako Georgiadou                        | ?                         |
| 1981  | George Niarchos       | Mako Georgiadou                        | Naki Agathou              |
| 1982  | retrait               | Mako Georgiadou                        | retrait                   |
| 1983  | Mimis Plessas         | Mako Georgiadou                        | Irini Gavala              |
| 1984  | retrait               | retrait                                | retrait                   |
| 1985  | Charis Andreadis      | Mako Georgiadou                        | Kelly Sakakou             |
| 1986  | retrait               | Mako Georgiadou                        | retrait                   |
| 1987  | George Niarchos       | Dáfni Bókota                           | Kelly Sakakou             |
| 1988  | Charis Andreadis      | Dáfni Bókota                           | Fotini Giannoulatou       |
| 1989  | George Niarchos       | Dáfni Bókota                           | Fotini Giannoulatou       |
| 1990  | Michael Rozakis       | Dáfni Bókota                           | Fotini Giannoulatou       |
| 1991  | Charis Andreadis      | Dáfni Bókota                           | Fotini Giannoulatou       |
| 1992  | Charis Andreadis      | Dáfni Bókota                           | Fotini Giannoulatou       |
| 1993  | Charis Andreadis      | Dáfni Bókota                           | Fotini Giannoulatou       |
| 1994  | Noel Kelehan          | Dáfni Bókota                           | Fotini Giannoulatou       |
| 1995  | Charis Andreadis      | Dáfni Bókota                           | Fotini Giannoulatou       |
| 1996  | Michael Rozakis       | Dáfni Bókota                           | Niki Venega               |
| 1997  | Anacreon Papageorgiou | Dáfni Bókota                           | Niki Venega               |
| 1998  | -                     | Giorgos Mitropoulos                    | Alexis Kostalas           |
| 1999  | -                     | Dáfni Bókota                           | relégation                |
| 2000  | -                     | Dáfni Bókota                           | retrait                   |
| 2001  | -                     | Dáfni Bókota                           | Alexis Kostalas           |
| 2002  | -                     | Dáfni Bókota                           | Alexis Kostalas           |
| 2003  | -                     | Dáfni Bókota                           | Alexis Kostalas           |
| 2004  | -                     | Dáfni Bókota                           | Alexis Kostalas           |
| 2005  | -                     | Alexandra Pascalidou                   | Alexis Kostalas           |
| 2006  | -                     | Giorgos Kapoutzidis & Zeta Makrypoulia | Alexis Kostalas           |
| 2007  | -                     | Maria Bakodimou & Fotis Sergoulopoulos | Alexis Kostalas           |
| 2008  | -                     | Maggira Sisters                        | Alexis Kostalas           |
| 2009  | -                     | Maggira Sisters                        | Alexis Kostalas           |
| 2010  | -                     | Rika Vagiani                           | Alexis Kostalas           |
| 2011  | -                     | Maria Kozakou                          | Lena Aroni                |
| 2012  | -                     | Maria Kozakou                          | Adriana Magania           |
| 2013  | -                     | Maria Kozakou & Giorgos Kapoutzidis    | Adriana Magania           |
| 2014  | -                     | Maria Kozakou & Giorgos Kapoutzidis    | Adriana Magania           |
| 2015  | -                     | Maria Kozakou & Giorgos Kapoutzidis    | Élena Paparízou           |
| 2016  | -                     | Maria Kozakou & Giorgos Kapoutzidis    | Constantínos Christofórou |
| 2017  | -                     | Maria Kozakou & Giorgos Kapoutzidis    | Constantínos Christofórou |
| 2018  | -                     | Alexandros Lizardos & Daphne Skalioni  | Olina Xenopoulou          |
| 2019  | -                     | Maria Kozakou & Giorgos Kapoutzidis    | Gus G                     |

## Historique de vote
Depuis 1975, la Grèce a attribué en finale le plus de points à :
| Rang | Pays        | Points |
| ---- | ----------- | ------ |
| 1    | Chypre      | 369    |
| 2    | France      | 197    |
| 3    | Espagne     | 158    |
| 4    | Italie      | 155    |
| 5    | Albanie     | 116    |
| 6    | Russie      | 112    |
| 7    | Autriche    | 103    |
| 8    | Irlande     | 101    |
| 9    | Suisse      | 99     |
| 10   | Royaume-Uni | 90     |

Depuis 1975, la Grèce a reçu en finale le plus de points de la part de :
| Rang | Pays        | Points |
| ---- | ----------- | ------ |
| 1    | Chypre      | 437    |
| 2    | Albanie     | 184    |
| 3    | Espagne     | 132    |
| 4    | Royaume-Uni | 128    |
| 5    | France      | 126    |
| 6    | Allemagne   | 125    |
| 7    | Bulgarie    | 120    |
| 7    | Pays-Bas    | 120    |
| 9    | Suisse      | 115    |
| 10   | Roumanie    | 109    |
| 10   | Malte       | 109    |
| 10   | Belgique    | 109    |

### 12 Points
Légende
 Vainqueur - La Grèce a donné 12 points à la chanson victorieuse / La Grèce a reçu 12 points et a gagné le concours
 2e place - La Grèce a donné 12 points à la chanson arrivée à la seconde place / La Grèce a reçu 12 points et est arrivée deuxième
 3e place - La Grèce a donné 12 points à la chanson arrivée à la troisième place / La Grèce a reçu 12 points et est arrivée troisième
 Qualifiée - La Grèce a donné 12 points à une chanson parvenue à se qualifier pour la finale / La Grèce a reçu 12 points et s'est qualifiée pour la finale
 Non-qualifiée - La Grèce a donné 12 points à une chanson éliminée durant les demi-finales / La Grèce a reçu 12 points mais n'est pas parvenue à se qualifier pour la finale
| Année         | Attribués   | Attribués           | Reçus                                                                                             | Reçus                                                    |
| Année         | Finale      | Demi-Finale         | Finale                                                                                            | Demi-Finale                                              |
| 1976          | Royaume-Uni | Pas de demi-finales | Aucun                                                                                             | Pas de demi-finales                                      |
| 1977          | Monaco      | Pas de demi-finales | Espagne                                                                                           | Pas de demi-finales                                      |
| 1978          | Belgique    | Pas de demi-finales | Aucun                                                                                             | Pas de demi-finales                                      |
| 1979          | Danemark    | Pas de demi-finales | Aucun                                                                                             | Pas de demi-finales                                      |
| 1980          | Irlande     | Pas de demi-finales | Aucun                                                                                             | Pas de demi-finales                                      |
| 1981          | Chypre      | Pas de demi-finales | Aucun                                                                                             | Pas de demi-finales                                      |
| 1983          | Luxembourg  | Pas de demi-finales | Chypre Espagne                                                                                    | Pas de demi-finales                                      |
| 1985          | France      | Pas de demi-finales | Aucun                                                                                             | Pas de demi-finales                                      |
| 1987          | Chypre      | Pas de demi-finales | Chypre                                                                                            | Pas de demi-finales                                      |
| 1988          | Pays-Bas    | Pas de demi-finales | Aucun                                                                                             | Pas de demi-finales                                      |
| 1989          | Autriche    | Pas de demi-finales | Chypre Suisse                                                                                     | Pas de demi-finales                                      |
| 1990          | Suisse      | Pas de demi-finales | Aucun                                                                                             | Pas de demi-finales                                      |
| 1991          | Chypre      | Pas de demi-finales | Aucun                                                                                             | Pas de demi-finales                                      |
| 1992          | Irlande     | Pas de demi-finales | Chypre Italie                                                                                     | Pas de demi-finales                                      |
| 1993          | Norvège     | Pas de demi-finales | Chypre                                                                                            | Pas de demi-finales                                      |
| 1994          | Chypre      | Pas de demi-finales | Chypre                                                                                            | Pas de demi-finales                                      |
| 1995          | Norvège     | Pas de demi-finales | Chypre                                                                                            | Pas de demi-finales                                      |
| 1996          | Chypre      | Pas de demi-finales | Aucun                                                                                             | Pas de demi-finales                                      |
| 1997          | Chypre      | Pas de demi-finales | Chypre                                                                                            | Pas de demi-finales                                      |
| 1998          | Chypre      | Pas de demi-finales | Chypre                                                                                            | Pas de demi-finales                                      |
| 2001          | Estonie     | Pas de demi-finales | Espagne Suède                                                                                     | Pas de demi-finales                                      |
| 2002          | Chypre      | Pas de demi-finales | Chypre                                                                                            | Pas de demi-finales                                      |
| 2003          | Chypre      | Pas de demi-finales | Chypre                                                                                            | Pas de demi-finales                                      |
| 2004          | Chypre      | Chypre              | Albanie Chypre Malte Roumanie Royaume-Uni                                                         | Albanie Chypre Israël Malte Roumanie Royaume-Uni Turquie |
| 2005          | Chypre      | Roumanie            | Albanie Allemagne Belgique Bulgarie Chypre Hongrie Royaume-Uni Serbie-et-Monténégro Suède Turquie | Qualifiée d'Office                                       |
| 2006          | Finlande    | Chypre              | Bulgarie Chypre                                                                                   | Qualifiée d'Office                                       |
| 2007          | Bulgarie    | Chypre              | Bulgarie Chypre                                                                                   | Qualifiée d'Office                                       |
| 2008          | Arménie     | Arménie             | Albanie Allemagne Chypre Roumanie Royaume-Uni Saint-Marin                                         | Allemagne Azerbaïdjan Roumanie Saint-Marin               |
| 2009          | Royaume-Uni | Chypre              | Albanie Bulgarie Chypre                                                                           | Albanie Chypre                                           |
| 2010          | Chypre      | Albanie             | Albanie Belgique Chypre Royaume-Uni                                                               | Aucun                                                    |
| 2011          | France      | Albanie             | Chypre                                                                                            | Portugal                                                 |
| 2012          | Chypre      | Chypre              | Albanie Chypre                                                                                    | Chypre Roumanie                                          |
| 2013          | Azerbaïdjan | Azerbaïdjan         | Chypre Saint-Marin                                                                                | Saint-Marin                                              |
| 2014          | Autriche    | Autriche            | Aucun                                                                                             | Biélorussie                                              |
| 2015          | Italie      | Russie              | Aucun                                                                                             | Albanie                                                  |
| 2016 Jury     | Russie      | Russie              | Non qualifiée                                                                                     | Aucun                                                    |
| 2016 Télévote | Chypre      | Chypre              | Non qualifiée                                                                                     | Chypre                                                   |
| 2017 Jury     | Chypre      | Arménie             | Chypre Monténégro                                                                                 | Chypre Monténégro                                        |
| 2017 Télévote | Chypre      | Chypre              | Chypre                                                                                            | Chypre                                                   |
| 2018 Jury     | Chypre      | Azerbaïdjan         | Non qualifiée                                                                                     | Aucun                                                    |
| 2018 Télévote | Chypre      | Chypre              | Non qualifiée                                                                                     | Chypre                                                   |
| 2019 Jury     | Chypre      | Chypre              | Chypre                                                                                            | Chypre Israël Monténégro Saint-Marin                     |
| 2019 Télévote | Chypre      | Chypre              | Chypre                                                                                            | Chypre Saint-Marin                                       |
| 2021 Jury     | Chypre      | Moldavie            | Chypre France                                                                                     | France Pologne                                           |
| 2021 Télévote | Chypre      | Moldavie            | Chypre Géorgie                                                                                    | Moldavie                                                 |
| 2022 Jury     | Azerbaïdjan | Albanie             | Bulgarie Chypre Danemark Norvège Pays-Bas Suisse                                                  | France Italie Norvège Pays-Bas                           |
| 2022 Télévote | Espagne     | Albanie             | Albanie                                                                                           | Norvège                                                  |
| 2023 Jury     | Belgique    | Pas de jury         | Non qualifiée                                                                                     | Pas de jury                                              |
| 2023 Télévote | Chypre      | Chypre              | Non qualifiée                                                                                     | Chypre                                                   |
| 2024 Jury     | Suisse      | Pas de jury         | Suisse                                                                                            | Pas de jury                                              |
| 2024 Télévote | Chypre      | Pays-Bas            | Chypre                                                                                            | Arménie                                                  |
| 2025 Jury     | France      | Pas de jury         | Australie Chypre Israël Monténégro                                                                | Pas de jury                                              |
| 2025 Télévote | Albanie     | Israël              | Albanie Chypre Saint-Marin                                                                        | Arménie                                                  |